# Stjärnsågning
Stjärnsågning är en metod att såga brädor ur en trädstam. Sett i genomskärning bildar sågningen ett stjärnmönster. Brädorna får trädets årsringar parallellt med kanterna vilket minskar vridning vid torkning.